# František Václavík
František Václavík, též Franz Watzlawik (27. března 1815 Hranice – 14. března 1893 Hranice), byl rakouský podnikatel a politik české národnosti (v závěru života ale spíše proněmecky orientovaný) z Moravy; poslanec Moravského zemského sněmu a starosta Hranic.

## Biografie
Působil jako továrník v Hranicích. Jeho otcem byl obchodník se suknem Josef Václavík, zakladatel továrny na výrobu vlněných látek, harasu a prýmek čp. 288 v Čaputově ulici. Po otci převzal vedení rodinné firmy roku 1834. Jeho manželkou se stala Františka Hanslianová. Sňatkem se zařadil i mezi významné místní obchodníky se suknem. Neúspěšně se rovněž snažil o podnikání v oboru výroby cikorky a čokolády a výroby fezů. Tyto dva podniky brzy zanikly.
Byl veřejně a politicky činný. Během revolučního roku 1848 velel setnině Národní gardy v Hranicích. V 60. letech 19. století patřil mezi hlavní organizátory českého spolkového života ve městě. Během pruské okupace roku 1866 se zasloužil o ukrytí inventáře hranické c. k. Dělostřelecké akademie. V letech 1870–1873 a 1879–1890 byl starostou Hranic. V této funkci se zasadil roku 1870 o založení českého reálného gymnázia. Od 80. let se ovšem vzdaloval českému národnímu hnutí. V obecních volbách roku 1885 podpořil vítěznou německou stranu, která pak na radnici dominovala až do roku 1903. Po volbách roku 1885 se národnostní spory ve městě vyhrotily. Václavík se nestal Němcem v národnostním slova smyslu, ale přesto své vazby na české národní hnutí přerušil. V roce 1890 vystřídal Václavíka na postu starosty etnický Němec Friedrich Plachky.
V 60. letech se Václavík krátce zapojil i do vysoké politiky. V zemských volbách v lednu 1867 byl zvolen na Moravský zemský sněm, za kurii městskou, obvod Hranice, Lipník, Kelč. V krátce poté konaných zemských volbách v březnu 1867 tu ovšem byl zvolen německý kandidát August Weeber. Kandidoval zde i v zemských volbách v roce 1870. Poměrem 460 : 343 hlasů zvítězil ovšem Němec Josef Abendroth. Na sněm se Václavík na krátký čas vrátil ještě v zemských volbách v září 1871. V následných zemských volbách v prosinci 1871 ho zde výrazným poměrem 434 : 8 hlasů porazil německý kandidát Johann Kaser. V lednu 1867 se uvádí jako oficiální kandidát českého volebního výboru (Moravská národní strana, staročeská).
Kromě svých profesních a politických aktivit byl i zdatným amatérským malířem. Tvořil zejména figurální a krajinné olejomalby. V roce 1867 bez honoráře zrenovoval obrazy křížové cesty na hřbitova u Kostelíčka (původně od Josefa Heřmana Gallaše).
Zemřel v březnu 1893. Jako příčina úmrtí se uvádí zápal podžebernice. Bylo mu 78 let.